# Geratskirchen
Geratskirchen település Németországban, azon belül Bajorországban. Lakosainak száma 862 fő (2023. december 31.). Geratskirchen Massing, Unterdietfurt, Mitterskirchen, Niedertaufkirchen és Pleiskirchen községekkel határos.

## Népesség
A település népessége az elmúlt években az alábbi módon változott:
| Lakosok száma | 556  | 841  | 590  | 851  | 854  | 876  | 853  | 860  | 841  | 862  |
|               | 1875 | 1950 | 1970 | 2011 | 2013 | 2014 | 2016 | 2019 | 2021 | 2023 |